# Lampranthus sternens
Lampranthus sternens är en isörtsväxtart som beskrevs av L. Bol. Lampranthus sternens ingår i släktet Lampranthus och familjen isörtsväxter. Inga underarter finns listade i Catalogue of Life.